# Epicauta cyclops
Epicauta cyclops is een keversoort uit de familie van oliekevers (Meloidae). De wetenschappelijke naam van de soort is voor het eerst geldig gepubliceerd in 1891 door Fairmaire.